# Schlag (Einheit)
Mit Schlag wurde im Torfabbau eine Fläche von einer festgelegten Größe bezeichnet, um die Menge von Torfsoden zu bestimmen. Leichte Abweichungen gab es regional. 
Mit Schlagen bezeichnet man die Aufsetzung des Torfes zum Trocknen. Des Weiteren gab es die Trocknung in Bülte (Bienenkorbform) und die in Kloten (quadratische mauerartige Schichtung). 
Ein Schlag hatte 4 Stock Länge und 1 Stock Breite und somit ergaben 8 Schlag ein Tagewerk. Die Größe betrug 2948 Quadratfuß. Je Quadratfuß waren 4 Törfe, also 8192 Torfsoden. Wurde auf Tiefe mit 16 Zoll gestochen, ergab es 6144 Soden.
Schlag wurde allgemein in zwei Flächengrößen gerechnet und die hatten die Abmessungen und Werte
- Die Größe von 8 Fuß mal 8 Fuß ergab 1 Stock = 32 Schlag
- Die Größe von 8 Fuß mal 32 Fuß ergab 1 Tagewerk = 8 Schlag = 32 Stock = 8292 Stück Torfsoden.